# فؤاد اغبارية
فؤاد إغبارية (1981-) هو فنان تشكيلي فلسطيني ولد في قرية مصمص بالقرب من إم الفحم، حصل على درجة البكالوريوس من كلية بتسلئيل في القدس عام 2004، وحاز على الماجستير من جامعة حيفا عام 2014. يعتبر من أكثر الفنانين نشاطًا في جيله ويتميز بتصويره لمعاناة الفلسطينيين من عرب الداخل 48. صدر له مؤلف بعنوان خرائط الذاكرة ونشر بثلاث لغات العربية والانجليزية والعبرية.

## الأسلوب الفني
تنوعت أساليب فؤاد إغبارية في فنونه، إذ استخدم الفحم والألوان الزيتية وورق الدوبلكس والخشب والاكرليك والطباعة الحجرية، وصور في أعماله الفنية الماضي والطفولة وحياة الريف بالتركيز على مظاهر قرية مصمص. إضافة ألى ذلك، استحضر من خلال أعماله الفنية الهوية والقضية والذاكرة الفلسطينية. ويرى إغبارية في نبتة التين الشوكي انها تشبه علاقة الفلسطيني بالداخل المحتل بالأرض والمحيط والصمود فهي رمز للبقاء على قيد الحياة. حتى في الأماكن المهجورة والقرى المدمرة، تظل في المناظر الطبيعية مثل علامة، تؤكد وجودها وتقف فوق القرية مثل حارس.

## معارض فردية
أقام الفنان إغبارية العديد من المعارض الفردية لأعماله الفنية منها:
- معرض (نسيج وشقوق) عام 2018.
- معرض جاليري زاوية للفنون في رام الله 2015.
- معرض (بين المخفي والمكشوف) جاليري الفنون 2015.
- معرض (حنين إلى الضوء) جاليري زاوية في رام الله 2014.
- معرض (بين الشخصي والسياسي) جاليري جمعية البيرة، قرية العرعرة 2012.
- معرض (ذاكرة مرئية ) صالة العرض والفنون إم الفحم.

## معارض جماعية
شارك فؤاد اغبارية في الكثير من المعارض الجماعية وكان منها:
- معرض (روائع الفن الفلسطيني) في بودابست 2019.
- معرض افتتاحي لمتحف الفن الفلسطيني في نيويورك 2018.
- معرض ربيعي جاليري زاوية في رام الله 2017.
- معرض تلاحم، جاليري بيت المشرق في عمان 2010.
- معرض صالون يافا للفن الفلسطيني، ميناء يافا 2010.
- معرض (عناق) جاليري يد للجميع في قرية عرعرة 2009.
- معرض (لا تروا لا تخافوا) صالة عرض الفنون في إم الفحم عام 2007.
- معرض (ساحة لعب) جاليري فنون بيت الكرمة في حيفا 2004.